# Acapulco (sedia)
Acapulco è un modello di sedia realizzata in Messico da un designer rimasto anonimo. La sedia è divenuta un'icona del design messicano.

## Storia
Non vi è una data precisa della nascita di questo prodotto essendo sempre stato un modello di sedia comunemente presente nella cultura messicana. La notorietà al grande pubblico della stessa è nata nel periodo del successo turistico della città messicana di Acapulco, negli anni cinquanta, meta di turismo da parte di importanti personalità statunitensi. La sedia ha subito numerose rivisitazioni, da parte di diversi designer, nel corso degli anni che l'hanno portata ad avere un'ampia notorietà internazionale. Acapulco è stata esposta in importanti musei, quali il Museum of Modern Art di New York, il Metropolitan Gallery in Giappone e il Centre Pompidou della capitale francese.